# 境関温泉
境関温泉（さかいぜきおんせん）は、青森県弘前市境関にある温泉である。

## 泉質
- ナトリウム泉（無色透明の無味無臭）
  - 源泉温度46.1度

## 温泉地
旅館併設の日帰り入浴施設が存在する。宿泊棟と温泉棟が離れておりつながっていない。

## 歴史
- 2008年（平成20年）
  - 11月22日 - リニューアルのため、いったん閉湯。
  - 12月1日 - 少し奥に新築し、リニューアルオープン。なお、このリニューアルにより、宿泊棟と温泉棟が離れた。
- 2011年（平成23年）9月1日 営業時間が4:30〜22:30から5:00〜22:00に短縮される。

## アクセス
- 最寄り駅 : JR東日本・弘南鉄道弘前駅
  - 車で約10分
  - 弘南バス黒石駅前・温湯方面および尾上駅前行きバスで「境関バス停」下車後徒歩約450m・約8分。

- JR奥羽本線 撫牛子駅から約1km、車で3〜4分、または徒歩約15分。